# Conospermum capitatum
Conospermum capitatum är en tvåhjärtbladig växtart. Conospermum capitatum ingår i släktet Conospermum och familjen Proteaceae.

## Underarter
Arten delas in i följande underarter:
- C. c. capitatum
- C. c. glabratum
- C. c. velutinum